# Glennville (Géorgie)
Pour les articles homonymes, voir Glennville.
Glennville est une ville du comté de Tattnall en Géorgie (États-Unis).

## Démographie
| 1900 | 1910 | 1920  | 1930  | 1940  | 1950  |
| ---- | ---- | ----- | ----- | ----- | ----- |
| 269  | 640  | 1 069 | 1 503 | 1 674 | 2 327 |

| 1960  | 1970  | 1980  | 1990  | 2000  | 2010  |
| ----- | ----- | ----- | ----- | ----- | ----- |
| 2 791 | 2 965 | 4 144 | 3 676 | 3 641 | 3 569 |

Sa population était de 3 569 habitants en 2010.